# Temporada 1919-1920 del Liceu
| Temporada 1919-1920 del Liceu |                   |                                                               |                   | |                                                    |                             |
| Òpera                         | Compositor        | Director musical                                              | Director d'escena | Papers principals | Producció                                          | Dates                       |
| Rigoletto                     | Giuseppe Verdi    | Antonio Guarnieri (4 desembre) / Franco Ghione (11, 14 gener) |                   | Josep Palet, Armand Crabbé (4 desembre) / Emilio Bione (11, 14 gener), Ayres Borghi-Zerni (4 desembre) / Mercè Capsir (11, 14 gener), José Torres de Luna (4 desembre) / Leopold Verdaguer (11, 14 gener), Purita Taboada |                                                    | 4 desembre, 11 i 14 gener   |
| La favorita                   | Gaetano Donizetti | Franco Ghione                                                 |                   | Aga Lahowska, Dino Borgioli, Emilio Bione, José Torres de Luna, Vicenç Gallofré, Enriqueta Casas |                                                    | 13 desembre                 |
| Manon                         | Jules Massenet    |                                                               |                   | Vix Genevieve, Juan de Casenave, Patino Ciro, Luigi Rossato, |                                                    | abril                       |
| Il trovatore                  | Giuseppe Verdi    | Franco Ghione                                                 |                   | Emilio Bione, Fidela Campiña, Conxita Callao, Gennaro de Tura, Conrad Giralt, Mary Valverde, Leopold Verdaguer |                                                    | 31 gener / 3 febrer         |
| Isabeau                       | Pietro Mascagni   | Salvatore Messina                                             |                   | Giuseppe Campioni, Lia Remondini, Marino Aineto, Conrad Giralt, Mary Valverde, Lucci |                                                    | 15 d'abril                  |
| Thaïs                         | Jules Massenet    | Salvatore Messina                                             |                   | Marcel Journet, Yvonne Gall, Geneviève Vix, Enriqueta Aceña, Conrad Giralt |                                                    | 22 d'abril a l'1 de maig    |
| Carmen                        | Georges Bizet     | Salvatore Messina                                             |                   | Sara Blanco-Sadún, Antonio Montero de Espinosa, Marino Aineto, Anna Maria Llobet |                                                    | primavera                   |
| El barber de Sevilla          | Gioachino Rossini | Antonio Guarnieri                                             |                   | Juan de Casenave, Gaetano Rebonato, Ayres Borghi-Zerni, Armand Crabbé, Marcel Journet, Mary Valverde |                                                    |                             |
| Tristany i Isolda             | Richard Wagner    | Antonio Guarnieri                                             |                   | Lluís Canalda, Alice Baron, José Torres de Luna, Marcel Journet, Aga Lahowska, Vicenç Gallofré, Josep Fernández |                                                    |                             |
| Die lustige Witwe             | Franz Lehár       | Umberto Berrettoni                                            |                   | Edoardo Favi, Bianca Masini-Papi, Guido Agnoletti, Ilia di Marzio, Umberto Reni, Antonio Ubertazzi, Cesare Grassi, Antonio Ubertazzi, Giulia Trucchi, Maria Trucchi, Oreste Trucchi, Ines Neri                            | Companyia d'opereta còmica italiana d'Ivan Darclée | 15, 16, 18, 28 maig         |
| Parsifal                      | Richard Wagner    | Otto Hess                                                     |                   | Teresa Burchi, Charles Roussèliere, Domenico Viglione Borghese, Patiño, Marcel Journet, Conrad Giralt, Vicenç Gallofré |                                                    | 4 d'abril                   |
| Lohengrin                     | Richard Wagner    | Salvatore Messina                                             |                   | Lia Remondini, Sara Blanco-Sadun, Emilio Perea, Domenico Viglione Vorghese, Luigi Rossato, Patiño |                                                    | 24 d'abril (i dos dies més) |